# Sixtus Hendrik van Bourbon-Parma

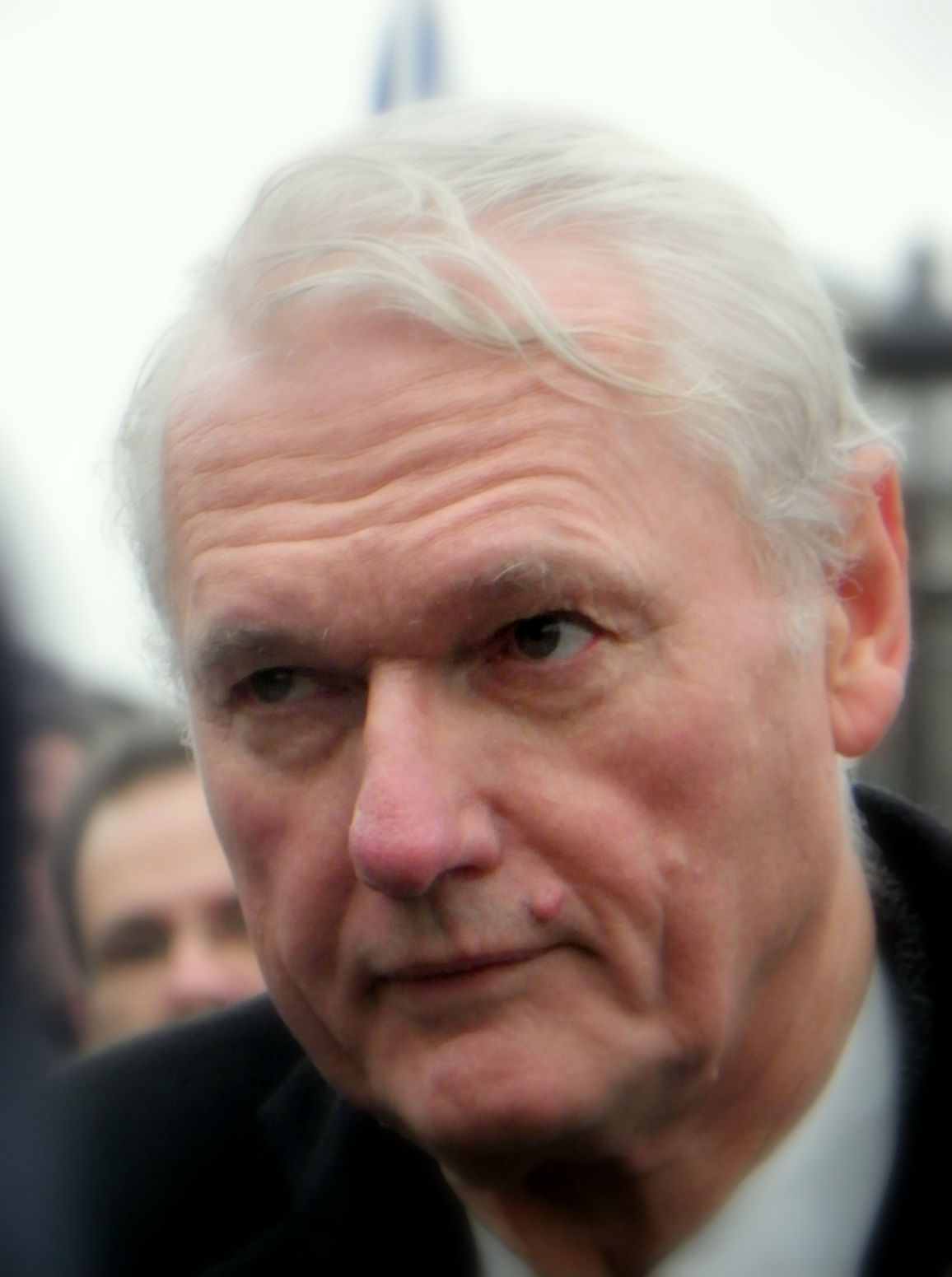
Sixtus Hendrik van Bourbon-Parma

Sixtus Hendrik van Bourbon-Parma (Spaans: Don Sixto Enrique de Borbón-Parma y Borbón-Busset) (Pau, 22 juli 1940) wordt door de meeste carlisten beschouwd als regent van Spanje. Hij draagt de titels van hertog van Aranjuez, infante van Spanje en "standaarddrager van de traditie". Sixtus Hendrik is tevens carlistisch pretendent van de Spaanse troon, onder de naam Enrique V.

Wapen van Sixtus Hendrik van Bourbon-Parma

Sixtus werd geboren in Pau, Frankrijk, als de tweede zoon van Xavier van Bourbon-Parma (toenmalig prins-regent en later pretendent van de Spaanse troon en hertog van Parma) en Madeleine van Bourbon-Busset.
Hij wijdde zich van jongs af aan het carlisme. Hij ging naar school bij de Christelijke Broeders, de benedictijnen en de maristen. Later studeerde hij recht, klassieke en moderne talen en financiën.
Onder de naam Enrique Aranjuez werd hij in 1965 lid van het Spaans Vreemdelingenlegioen en legde op 2 mei van dat jaar de eed af op de Spaanse vlag onder de toenmalige formulering, die elk politiek compromis uitsloot (in tegenstelling tot de latere formulering die trouw aan de Spaanse grondwet van 1978 bevat).
De volgelingen van Sixtus menen dat zijn oudere broer Carlos Hugo van Bourbon-Parma rond 1975 afstand deed van de ideologische idealen van de familie en beschouwen Sixtus Hendrik als hoofd van de traditionalistische beweging. Sixtus Hendrik maakte aanspraak op het regentschap na de dood van zijn vader Xavier in 1977 en nam de titel aan van "standaarddrager van de traditie". In de periode van 1979 tot 2003 gaf Carlos Hugo zijn aanspraak op de Spaanse troon op, maar nam deze in 2003 opnieuw op. 
Hij was aanwezig bij de bisschopswijding van vier leden van het Priesterbroederschap Sint Pius X door aartsbisschop Marcel Lefebvre op 30 juni 1988 in Ecône, Zwitserland, en was de eerste om hen in het openbaar geluk te wensen.
Sixtus reisde veel door Latijns-Amerika. Bij een reis in Argentinië in januari 2001, had hij een ernstig verkeersongeluk, waarna hij lange tijd moest herstellen en slecht ter been is gebleven. Bij de Franse presidentsverkiezingen steunde hij de kandidatuur van Jean-Marie Le Pen, de kandidaat van het Front National.

## Kwartierstaat
| Karel III van Bourbon-Parma (1823-1854) | Karel III van Bourbon-Parma (1823-1854) | Karel III van Bourbon-Parma (1823-1854) | Karel III van Bourbon-Parma (1823-1854) | Karel III van Bourbon-Parma (1823-1854)  | Karel III van Bourbon-Parma (1823-1854)  | Louise Maria van Frankrijk (1819-1864)   | Louise Maria van Frankrijk (1819-1864)   | Louise Maria van Frankrijk (1819-1864)   | Louise Maria van Frankrijk (1819-1864)   | Louise Maria van Frankrijk (1819-1864) | Louise Maria van Frankrijk (1819-1864) |                                          |                                          | Michaël I van Portugal (1802-1866)       | Michaël I van Portugal (1802-1866)       | Michaël I van Portugal (1802-1866)       | Michaël I van Portugal (1802-1866)       | Michaël I van Portugal (1802-1866)     | Michaël I van Portugal (1802-1866)     | Adelheid van Löwenstein-Wertheim-Rosenberg (1831-1909) | Adelheid van Löwenstein-Wertheim-Rosenberg (1831-1909) | Adelheid van Löwenstein-Wertheim-Rosenberg (1831-1909) | Adelheid van Löwenstein-Wertheim-Rosenberg (1831-1909) | Adelheid van Löwenstein-Wertheim-Rosenberg (1831-1909) | Adelheid van Löwenstein-Wertheim-Rosenberg (1831-1909) |  |  | Marie Louis Henri de Bourbon-Busset, graaf van Lignières (1826-1902) | Marie Louis Henri de Bourbon-Busset, graaf van Lignières (1826-1902) | Marie Louis Henri de Bourbon-Busset, graaf van Lignières (1826-1902) | Marie Louis Henri de Bourbon-Busset, graaf van Lignières (1826-1902) | Marie Louis Henri de Bourbon-Busset, graaf van Lignières (1826-1902)           | Marie Louis Henri de Bourbon-Busset, graaf van Lignières (1826-1902)           | Adrienne de Mailly-Nesle (1829-1901)                                           | Adrienne de Mailly-Nesle (1829-1901)                                           | Adrienne de Mailly-Nesle (1829-1901)                                           | Adrienne de Mailly-Nesle (1829-1901)                                           | Adrienne de Mailly-Nesle (1829-1901)                 | Adrienne de Mailly-Nesle (1829-1901)                 |                                                      |                                                      | René de Kerret de Quillien (1833-1898)               | René de Kerret de Quillien (1833-1898)               | René de Kerret de Quillien (1833-1898)         | René de Kerret de Quillien (1833-1898)         | René de Kerret de Quillien (1833-1898)         | René de Kerret de Quillien (1833-1898)         | Marie-Léonie Gautier (1843-1878)               | Marie-Léonie Gautier (1843-1878)               | Marie-Léonie Gautier (1843-1878) | Marie-Léonie Gautier (1843-1878) | Marie-Léonie Gautier (1843-1878) | Marie-Léonie Gautier (1843-1878) |  |  |  |  |  |  |  |  |  |  |  |  |  |  |  |  |  |  |  |  |  |  |  |  |  |  |  |  |  |  |  |  |  |  |  |  |  |  |  |  |  |  |  |  |  |  |  |  |
| Karel III van Bourbon-Parma (1823-1854) | Karel III van Bourbon-Parma (1823-1854) | Karel III van Bourbon-Parma (1823-1854) | Karel III van Bourbon-Parma (1823-1854) | Karel III van Bourbon-Parma (1823-1854)  | Karel III van Bourbon-Parma (1823-1854)  | Louise Maria van Frankrijk (1819-1864)   | Louise Maria van Frankrijk (1819-1864)   | Louise Maria van Frankrijk (1819-1864)   | Louise Maria van Frankrijk (1819-1864)   | Louise Maria van Frankrijk (1819-1864) | Louise Maria van Frankrijk (1819-1864) |                                          |                                          | Michaël I van Portugal (1802-1866)       | Michaël I van Portugal (1802-1866)       | Michaël I van Portugal (1802-1866)       | Michaël I van Portugal (1802-1866)       | Michaël I van Portugal (1802-1866)     | Michaël I van Portugal (1802-1866)     | Adelheid van Löwenstein-Wertheim-Rosenberg (1831-1909) | Adelheid van Löwenstein-Wertheim-Rosenberg (1831-1909) | Adelheid van Löwenstein-Wertheim-Rosenberg (1831-1909) | Adelheid van Löwenstein-Wertheim-Rosenberg (1831-1909) | Adelheid van Löwenstein-Wertheim-Rosenberg (1831-1909) | Adelheid van Löwenstein-Wertheim-Rosenberg (1831-1909) |  |  | Marie Louis Henri de Bourbon-Busset, graaf van Lignières (1826-1902) | Marie Louis Henri de Bourbon-Busset, graaf van Lignières (1826-1902) | Marie Louis Henri de Bourbon-Busset, graaf van Lignières (1826-1902) | Marie Louis Henri de Bourbon-Busset, graaf van Lignières (1826-1902) | Marie Louis Henri de Bourbon-Busset, graaf van Lignières (1826-1902)           | Marie Louis Henri de Bourbon-Busset, graaf van Lignières (1826-1902)           | Adrienne de Mailly-Nesle (1829-1901)                                           | Adrienne de Mailly-Nesle (1829-1901)                                           | Adrienne de Mailly-Nesle (1829-1901)                                           | Adrienne de Mailly-Nesle (1829-1901)                                           | Adrienne de Mailly-Nesle (1829-1901)                 | Adrienne de Mailly-Nesle (1829-1901)                 |                                                      |                                                      | René de Kerret de Quillien (1833-1898)               | René de Kerret de Quillien (1833-1898)               | René de Kerret de Quillien (1833-1898)         | René de Kerret de Quillien (1833-1898)         | René de Kerret de Quillien (1833-1898)         | René de Kerret de Quillien (1833-1898)         | Marie-Léonie Gautier (1843-1878)               | Marie-Léonie Gautier (1843-1878)               | Marie-Léonie Gautier (1843-1878) | Marie-Léonie Gautier (1843-1878) | Marie-Léonie Gautier (1843-1878) | Marie-Léonie Gautier (1843-1878) |  |  |  |  |  |  |  |  |  |  |  |  |  |  |  |  |  |  |  |  |  |  |  |  |  |  |  |  |  |  |  |  |  |  |  |  |  |  |  |  |  |  |  |  |  |  |  |  |
|                                         |                                         |                                         |                                         |                                          |                                          |                                          |                                          |                                          |                                          |                                        |                                        |                                          |                                          |                                          |                                          |                                          |                                          |                                        |                                        |                                                        |                                                        |                                                        |                                                        |                                                        |                                                        |  |  |                                                                      |                                                                      |                                                                      |                                                                      |                                                                                |                                                                                |                                                                                |                                                                                |                                                                                |                                                                                |                                                      |                                                      |                                                      |                                                      |                                                      |                                                      |                                                |                                                |                                                |                                                |                                                |                                                |                                  |                                  |                                  |                                  |  |  |  |  |  |  |  |  |  |  |  |  |  |  |  |  |  |  |  |  |  |  |  |  |  |  |  |  |  |  |  |  |  |  |  |  |  |  |  |  |  |  |  |  |  |  |  |  |
|                                         |                                         |                                         |                                         | Robert I van Bourbon-Parma (1848-1907)   | Robert I van Bourbon-Parma (1848-1907)   | Robert I van Bourbon-Parma (1848-1907)   | Robert I van Bourbon-Parma (1848-1907)   | Robert I van Bourbon-Parma (1848-1907)   | Robert I van Bourbon-Parma (1848-1907)   |                                        |                                        |                                          |                                          |                                          |                                          | Maria Antonia van Bragança (1862-1959)   | Maria Antonia van Bragança (1862-1959)   | Maria Antonia van Bragança (1862-1959) | Maria Antonia van Bragança (1862-1959) | Maria Antonia van Bragança (1862-1959)                 | Maria Antonia van Bragança (1862-1959)                 |                                                        |                                                        |                                                        |                                                        |  |  |                                                                      |                                                                      |                                                                      |                                                                      | Marie Louis Gabriel Georges de Bourbon-Busset, graaf van Lignières (1860-1932) | Marie Louis Gabriel Georges de Bourbon-Busset, graaf van Lignières (1860-1932) | Marie Louis Gabriel Georges de Bourbon-Busset, graaf van Lignières (1860-1932) | Marie Louis Gabriel Georges de Bourbon-Busset, graaf van Lignières (1860-1932) | Marie Louis Gabriel Georges de Bourbon-Busset, graaf van Lignières (1860-1932) | Marie Louis Gabriel Georges de Bourbon-Busset, graaf van Lignières (1860-1932) |                                                      |                                                      |                                                      |                                                      |                                                      |                                                      | Marie Jeanne de Kerret de Quillien (1866-1958) | Marie Jeanne de Kerret de Quillien (1866-1958) | Marie Jeanne de Kerret de Quillien (1866-1958) | Marie Jeanne de Kerret de Quillien (1866-1958) | Marie Jeanne de Kerret de Quillien (1866-1958) | Marie Jeanne de Kerret de Quillien (1866-1958) |                                  |                                  |                                  |                                  |  |  |  |  |  |  |  |  |  |  |  |  |  |  |  |  |  |  |  |  |  |  |  |  |  |  |  |  |  |  |  |  |  |  |  |  |  |  |  |  |  |  |  |  |  |  |  |  |
|                                         |                                         |                                         |                                         | Robert I van Bourbon-Parma (1848-1907)   | Robert I van Bourbon-Parma (1848-1907)   | Robert I van Bourbon-Parma (1848-1907)   | Robert I van Bourbon-Parma (1848-1907)   | Robert I van Bourbon-Parma (1848-1907)   | Robert I van Bourbon-Parma (1848-1907)   |                                        |                                        |                                          |                                          |                                          |                                          | Maria Antonia van Bragança (1862-1959)   | Maria Antonia van Bragança (1862-1959)   | Maria Antonia van Bragança (1862-1959) | Maria Antonia van Bragança (1862-1959) | Maria Antonia van Bragança (1862-1959)                 | Maria Antonia van Bragança (1862-1959)                 |                                                        |                                                        |                                                        |                                                        |  |  |                                                                      |                                                                      |                                                                      |                                                                      | Marie Louis Gabriel Georges de Bourbon-Busset, graaf van Lignières (1860-1932) | Marie Louis Gabriel Georges de Bourbon-Busset, graaf van Lignières (1860-1932) | Marie Louis Gabriel Georges de Bourbon-Busset, graaf van Lignières (1860-1932) | Marie Louis Gabriel Georges de Bourbon-Busset, graaf van Lignières (1860-1932) | Marie Louis Gabriel Georges de Bourbon-Busset, graaf van Lignières (1860-1932) | Marie Louis Gabriel Georges de Bourbon-Busset, graaf van Lignières (1860-1932) |                                                      |                                                      |                                                      |                                                      |                                                      |                                                      | Marie Jeanne de Kerret de Quillien (1866-1958) | Marie Jeanne de Kerret de Quillien (1866-1958) | Marie Jeanne de Kerret de Quillien (1866-1958) | Marie Jeanne de Kerret de Quillien (1866-1958) | Marie Jeanne de Kerret de Quillien (1866-1958) | Marie Jeanne de Kerret de Quillien (1866-1958) |                                  |                                  |                                  |                                  |  |  |  |  |  |  |  |  |  |  |  |  |  |  |  |  |  |  |  |  |  |  |  |  |  |  |  |  |  |  |  |  |  |  |  |  |  |  |  |  |  |  |  |  |  |  |  |  |
|                                         |                                         |                                         |                                         |                                          |                                          |                                          |                                          |                                          |                                          | Xavier van Bourbon-Parma (1889-1977)   | Xavier van Bourbon-Parma (1889-1977)   | Xavier van Bourbon-Parma (1889-1977)     | Xavier van Bourbon-Parma (1889-1977)     | Xavier van Bourbon-Parma (1889-1977)     | Xavier van Bourbon-Parma (1889-1977)     |                                          |                                          |                                        |                                        |                                                        |                                                        |                                                        |                                                        |                                                        |                                                        |  |  |                                                                      |                                                                      |                                                                      |                                                                      |                                                                                |                                                                                |                                                                                |                                                                                |                                                                                |                                                                                | Marie Madeleine Yvonne de Bourbon-Busset (1898-1984) | Marie Madeleine Yvonne de Bourbon-Busset (1898-1984) | Marie Madeleine Yvonne de Bourbon-Busset (1898-1984) | Marie Madeleine Yvonne de Bourbon-Busset (1898-1984) | Marie Madeleine Yvonne de Bourbon-Busset (1898-1984) | Marie Madeleine Yvonne de Bourbon-Busset (1898-1984) |                                                |                                                |                                                |                                                |                                                |                                                |                                  |                                  |                                  |                                  |  |  |  |  |  |  |  |  |  |  |  |  |  |  |  |  |  |  |  |  |  |  |  |  |  |  |  |  |  |  |  |  |  |  |  |  |  |  |  |  |  |  |  |  |  |  |  |  |
|                                         |                                         |                                         |                                         |                                          |                                          |                                          |                                          |                                          |                                          | Xavier van Bourbon-Parma (1889-1977)   | Xavier van Bourbon-Parma (1889-1977)   | Xavier van Bourbon-Parma (1889-1977)     | Xavier van Bourbon-Parma (1889-1977)     | Xavier van Bourbon-Parma (1889-1977)     | Xavier van Bourbon-Parma (1889-1977)     |                                          |                                          |                                        |                                        |                                                        |                                                        |                                                        |                                                        |                                                        |                                                        |  |  |                                                                      |                                                                      |                                                                      |                                                                      |                                                                                |                                                                                |                                                                                |                                                                                |                                                                                |                                                                                | Marie Madeleine Yvonne de Bourbon-Busset (1898-1984) | Marie Madeleine Yvonne de Bourbon-Busset (1898-1984) | Marie Madeleine Yvonne de Bourbon-Busset (1898-1984) | Marie Madeleine Yvonne de Bourbon-Busset (1898-1984) | Marie Madeleine Yvonne de Bourbon-Busset (1898-1984) | Marie Madeleine Yvonne de Bourbon-Busset (1898-1984) |                                                |                                                |                                                |                                                |                                                |                                                |                                  |                                  |                                  |                                  |  |  |  |  |  |  |  |  |  |  |  |  |  |  |  |  |  |  |  |  |  |  |  |  |  |  |  |  |  |  |  |  |  |  |  |  |  |  |  |  |  |  |  |  |  |  |  |  |
|                                         |                                         |                                         |                                         |                                          |                                          |                                          |                                          |                                          |                                          |                                        |                                        |                                          |                                          |                                          |                                          |                                          |                                          |                                        |                                        |                                                        |                                                        |                                                        |                                                        |                                                        |                                                        |  |  |                                                                      |                                                                      |                                                                      |                                                                      |                                                                                |                                                                                |                                                                                |                                                                                |                                                                                |                                                                                |                                                      |                                                      |                                                      |                                                      |                                                      |                                                      |                                                |                                                |                                                |                                                |                                                |                                                |                                  |                                  |                                  |                                  |  |  |  |  |  |  |  |  |  |  |  |  |  |  |  |  |  |  |  |  |  |  |  |  |  |  |  |  |  |  |  |  |  |  |  |  |  |  |  |  |  |  |  |  |  |  |  |  |
|                                         |                                         |                                         |                                         |                                          |                                          |                                          |                                          |                                          |                                          |                                        |                                        |                                          |                                          |                                          |                                          |                                          |                                          |                                        |                                        |                                                        |                                                        |                                                        |                                                        |                                                        |                                                        |  |  |                                                                      |                                                                      |                                                                      |                                                                      |                                                                                |                                                                                |                                                                                |                                                                                |                                                                                |                                                                                |                                                      |                                                      |                                                      |                                                      |                                                      |                                                      |                                                |                                                |                                                |                                                |                                                |                                                |                                  |                                  |                                  |                                  |  |  |  |  |  |  |  |  |  |  |  |  |  |  |  |  |  |  |  |  |  |  |  |  |  |  |  |  |  |  |  |  |  |  |  |  |  |  |  |  |  |  |  |  |  |  |  |  |
|                                         |                                         |                                         |                                         | Maria Francisca van Bourbon-Parma (1928) | Maria Francisca van Bourbon-Parma (1928) | Maria Francisca van Bourbon-Parma (1928) | Maria Francisca van Bourbon-Parma (1928) | Maria Francisca van Bourbon-Parma (1928) | Maria Francisca van Bourbon-Parma (1928) |                                        |                                        | Carel Hugo van Bourbon-Parma (1930-2010) | Carel Hugo van Bourbon-Parma (1930-2010) | Carel Hugo van Bourbon-Parma (1930-2010) | Carel Hugo van Bourbon-Parma (1930-2010) | Carel Hugo van Bourbon-Parma (1930-2010) | Carel Hugo van Bourbon-Parma (1930-2010) |                                        |                                        | Maria Teresa van Bourbon-Parma (1933-1920)             | Maria Teresa van Bourbon-Parma (1933-1920)             | Maria Teresa van Bourbon-Parma (1933-1920)             | Maria Teresa van Bourbon-Parma (1933-1920)             | Maria Teresa van Bourbon-Parma (1933-1920)             | Maria Teresa van Bourbon-Parma (1933-1920)             |  |  | Cecilia van Bourbon-Parma (1935-2021)                                | Cecilia van Bourbon-Parma (1935-2021)                                | Cecilia van Bourbon-Parma (1935-2021)                                | Cecilia van Bourbon-Parma (1935-2021)                                | Cecilia van Bourbon-Parma (1935-2021)                                          | Cecilia van Bourbon-Parma (1935-2021)                                          |                                                                                |                                                                                | Maria de las Nieves van Bourbon Parma (1937)                                   | Maria de las Nieves van Bourbon Parma (1937)                                   | Maria de las Nieves van Bourbon Parma (1937)         | Maria de las Nieves van Bourbon Parma (1937)         | Maria de las Nieves van Bourbon Parma (1937)         | Maria de las Nieves van Bourbon Parma (1937)         |                                                      |                                                      | Sixtus Hendrik van Bourbon-Parma (1940)        | Sixtus Hendrik van Bourbon-Parma (1940)        | Sixtus Hendrik van Bourbon-Parma (1940)        | Sixtus Hendrik van Bourbon-Parma (1940)        | Sixtus Hendrik van Bourbon-Parma (1940)        | Sixtus Hendrik van Bourbon-Parma (1940)        |                                  |                                  |                                  |                                  |  |  |  |  |  |  |  |  |  |  |  |  |  |  |  |  |  |  |  |  |  |  |  |  |  |  |  |  |  |  |  |  |  |  |  |  |  |  |  |  |  |  |  |  |  |  |  |  |